# Route 118 (Ontario)
Pour les articles homonymes, voir Route 118.
La route 118 est une route provinciale de l'Ontario, située dans le centre de la province, dans la région d'Haliburton. Elle s'étend sur une distance de 128 kilomètres. Elle est entre autres le principal lien entre Gravenhurst et Bracebridge-Bancroft. 

## Tracé

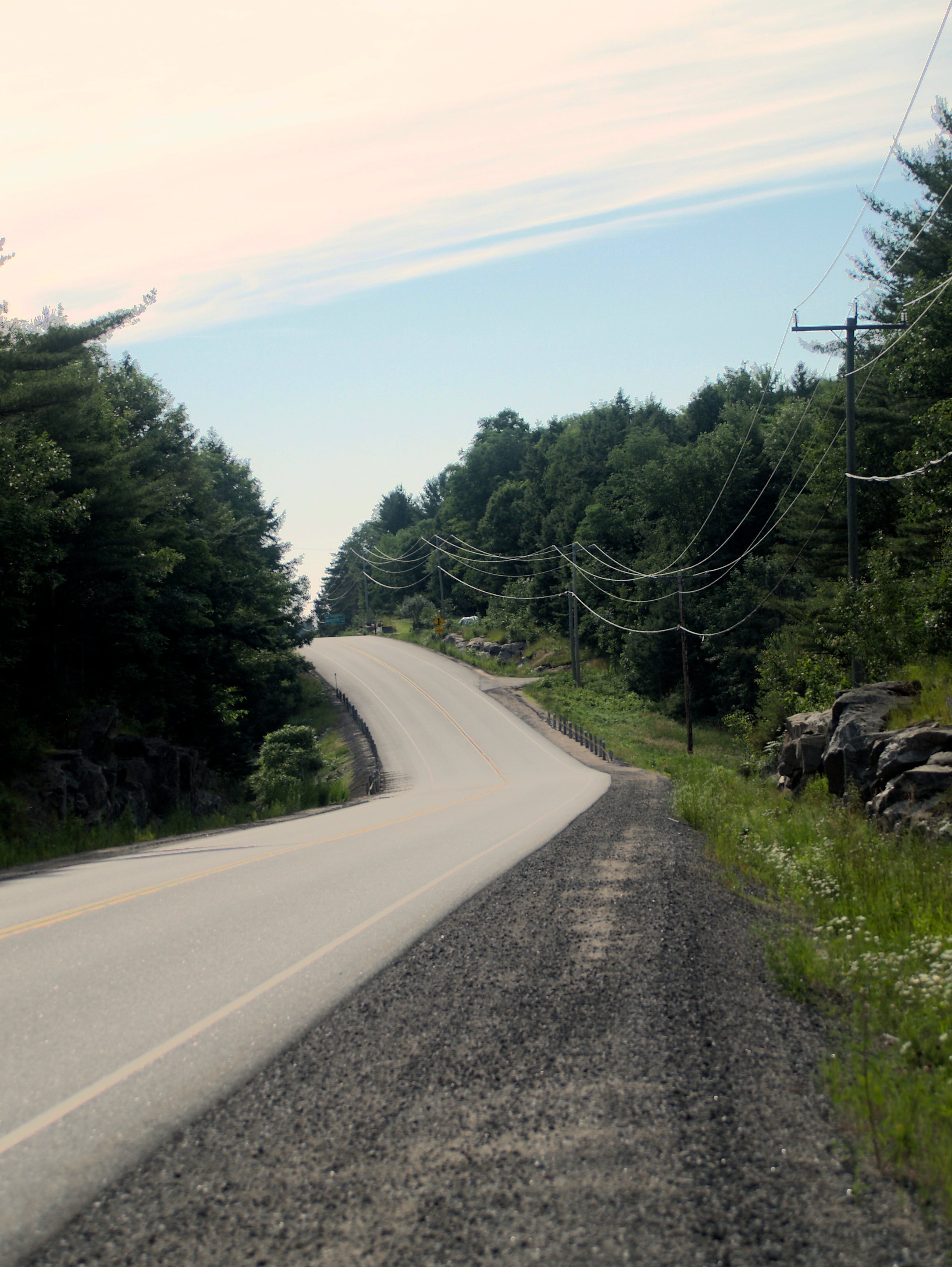
La route 118 au nord d'Uffington, près de son terminus ouest avec la route 11.

La route 118 débutait autrefois au croisement de la route 69, qui s'étendait alors jusqu'à Gravenhurst vers le sud. En effet, la 118 était plus longue de 40 kilomètres avant que la section entre la route 69 et la route 11 soit transformée en route locale du comté de Muskoka.
La 118 débute donc à Muskoka Falls au croisement de la route 11 (sortie 182). Elle emprunte d'abord une trajectoire vers l'est en passant près d'Uffington et du lac des Bois. Elle devient un peu plus sinueuse à la hauteur de Clear Lake, jusqu'à Patterson Corner, où elle traverse le lac Boshkung et croise la route 35. Elle emprunte ensuite une trajectoire vers le nord sur une distance d'environ dix kilomètres en longeant le lac Maple jusqu'à West Gullford, où elle bifurque vers le sud-est pour rejoindre la ville d'Haliburton. En effet, elle traverse la ville d'un bout à l'autre en suivant la rive de lac Head.
Après avoir traversé Haliburton, elle passe près des lacs Drag et Loon avant de bifurquer légèrement vers le sud jusqu'à Tory Hill, où elle reprend une trajectoire vers l'est à nouveau. À Ward, elle vire vers l'est pour rejoindre la route 28, qui est située 21 kilomètres à l'est, à Paudash. Elle se termine d'ailleurs sur cette route par une intersection en T. Cette dernière toute permet d'atteindre Bancroft ou Peterborough. 

## Intersections
| Route 118  |               |     |                                                           |                  |
| District   | Ville         | km  | Intersection/Destinations                                 | Notes            |
| Muskoka    | Muskoka Falls | 0   | R-11, Huntsville, North Bay, Gravenhurst, Barrie, Toronto | Débute de la 118 |
| Haliburton | Carnarvon     | 53  | R-35 , Huntsville, Lindsay                                |                  |
| Hastings   | Paudash       | 128 | R-28 , Bancroft, Peterborough                             | Fin de la 118    |